# 의료기기산업지원센터
의료기기산업지원센터는 의료기기산업의 발전과 의료기기 관련 산업체를 지원하기 위해 경기도에서 지원하여 KERI(한국전기연구원) 안산분원에 위치한 센터이다.

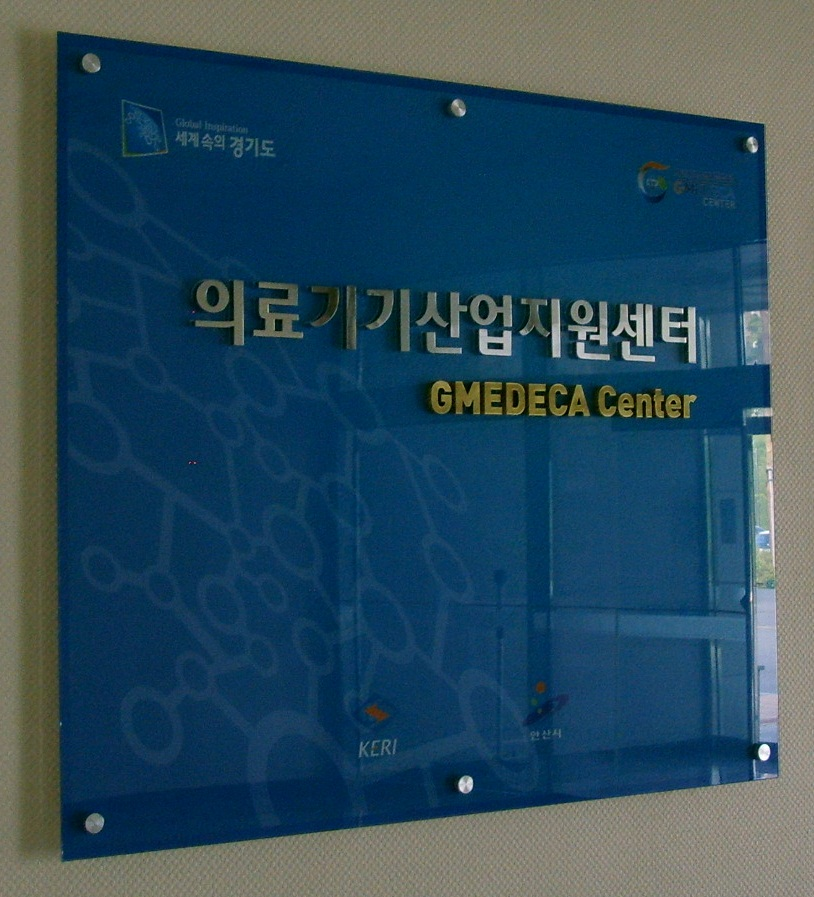
GMEDECA Center

## 개요
경기도의 의료기기산업 육성 및 의료기기 산업체의 지원을 위해, 산․학․연․의․관 협력 네트워크 구축을 통한 의료기기 산업체 지원, 의료기기 중개연구개발사업, 기업개방 연구실 실험실 운영, 산업체 애로지원 및 글로벌 시장진입 지원 등을 하기 위한 의료기기산업지원센터(GMEDECA Center)
- 지원기관: 경기도
- 주관기관: KERI(한국전기연구원)
- 참여기관: 안산시, 안양시, 성남시, 한국전기연구원, 한양대학교,경기테크노파크, 한국산업기술시험원, 한국생산기술연구원, 전자부품연구원, 성남산업진흥재단, 안양지식산업진흥원
- 협력의료기관: 아주대의료원, 중앙대의료원, 가톨릭중앙의료원, 고려대의료원, 분당서울대병원, 원자력의학원, 우리들병원, 삼성서울병원

## 주요사업

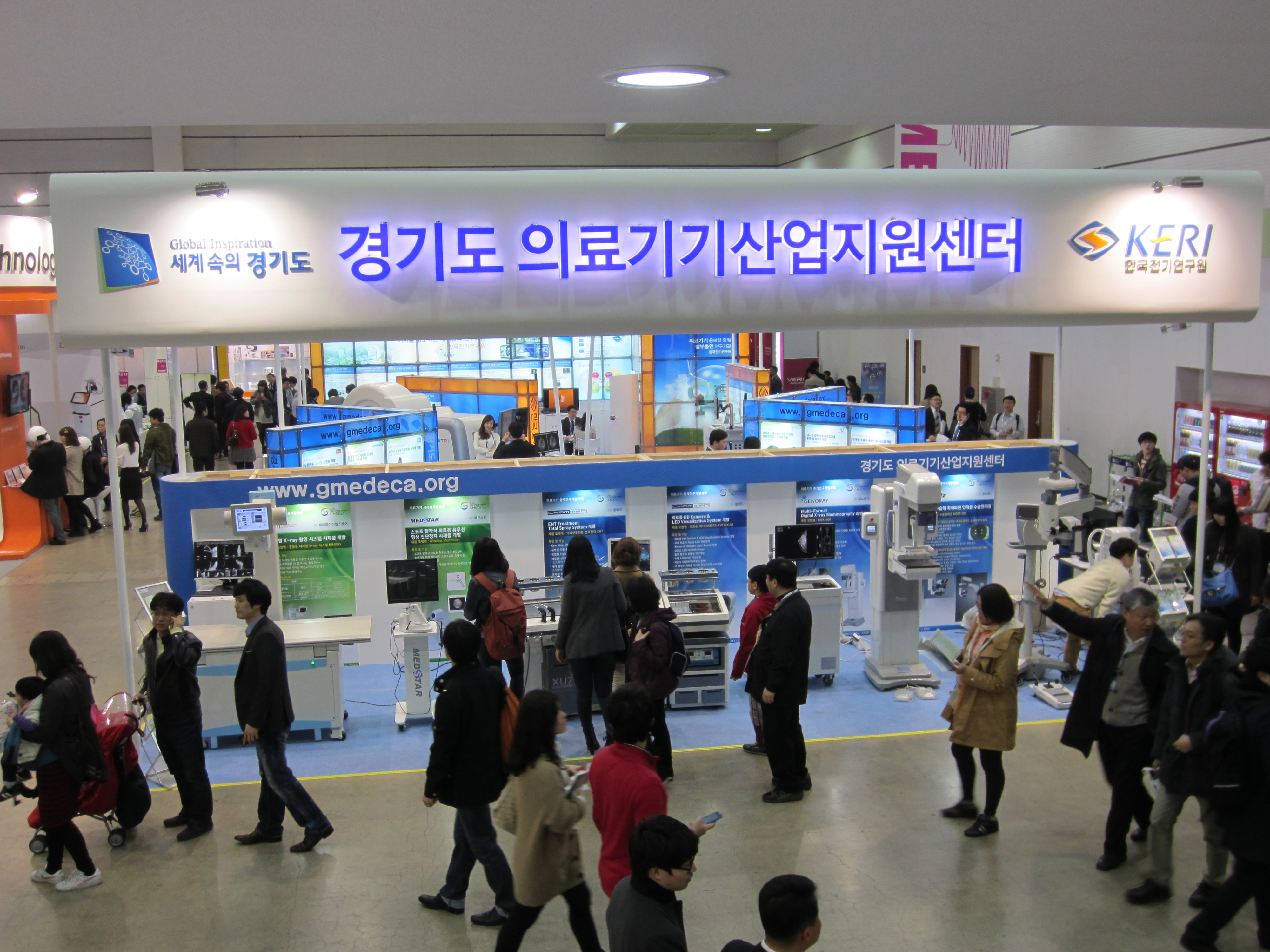
의료기기산업지원센터-KIMES

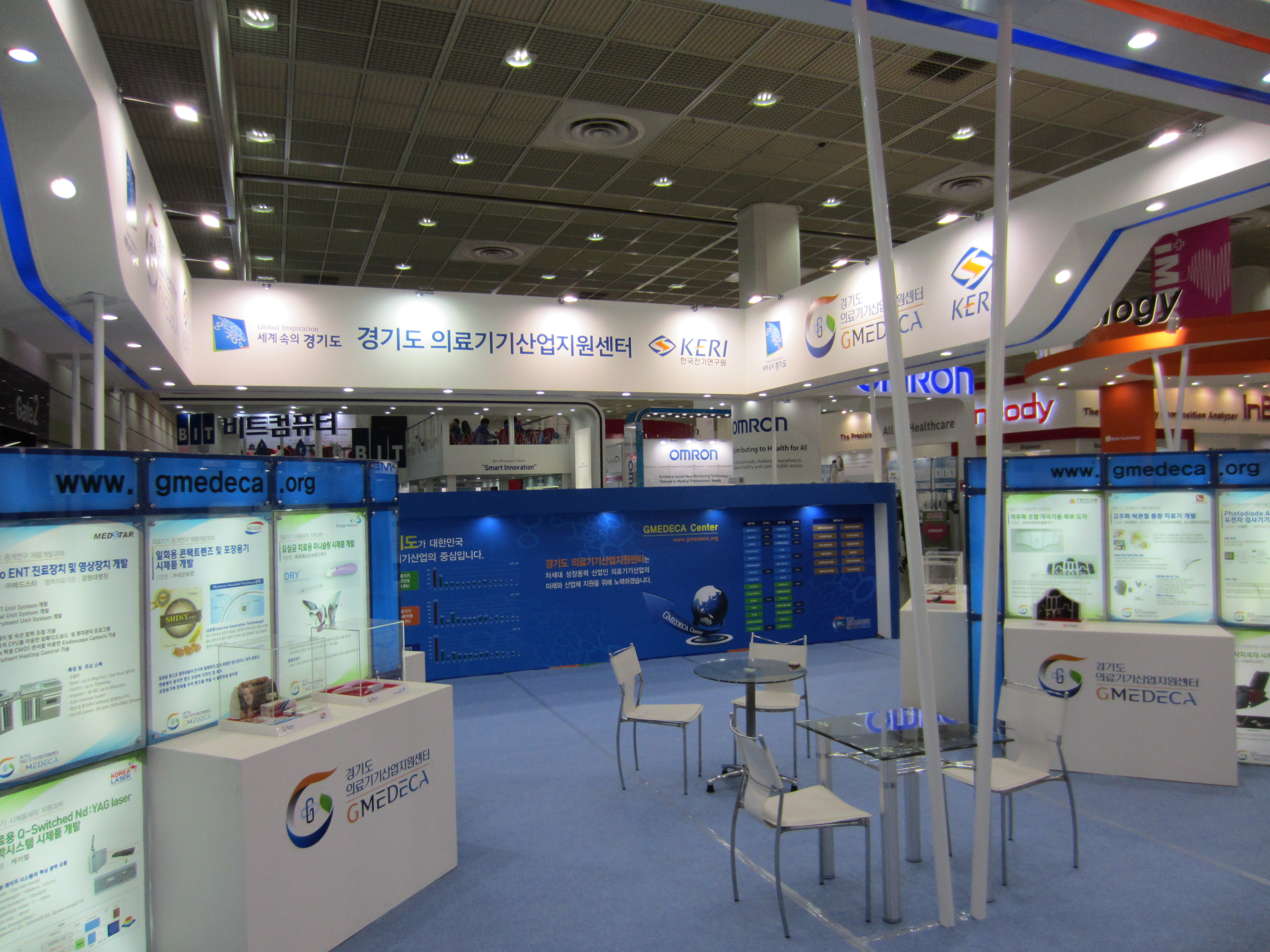
GMEDECA booth at KIMES

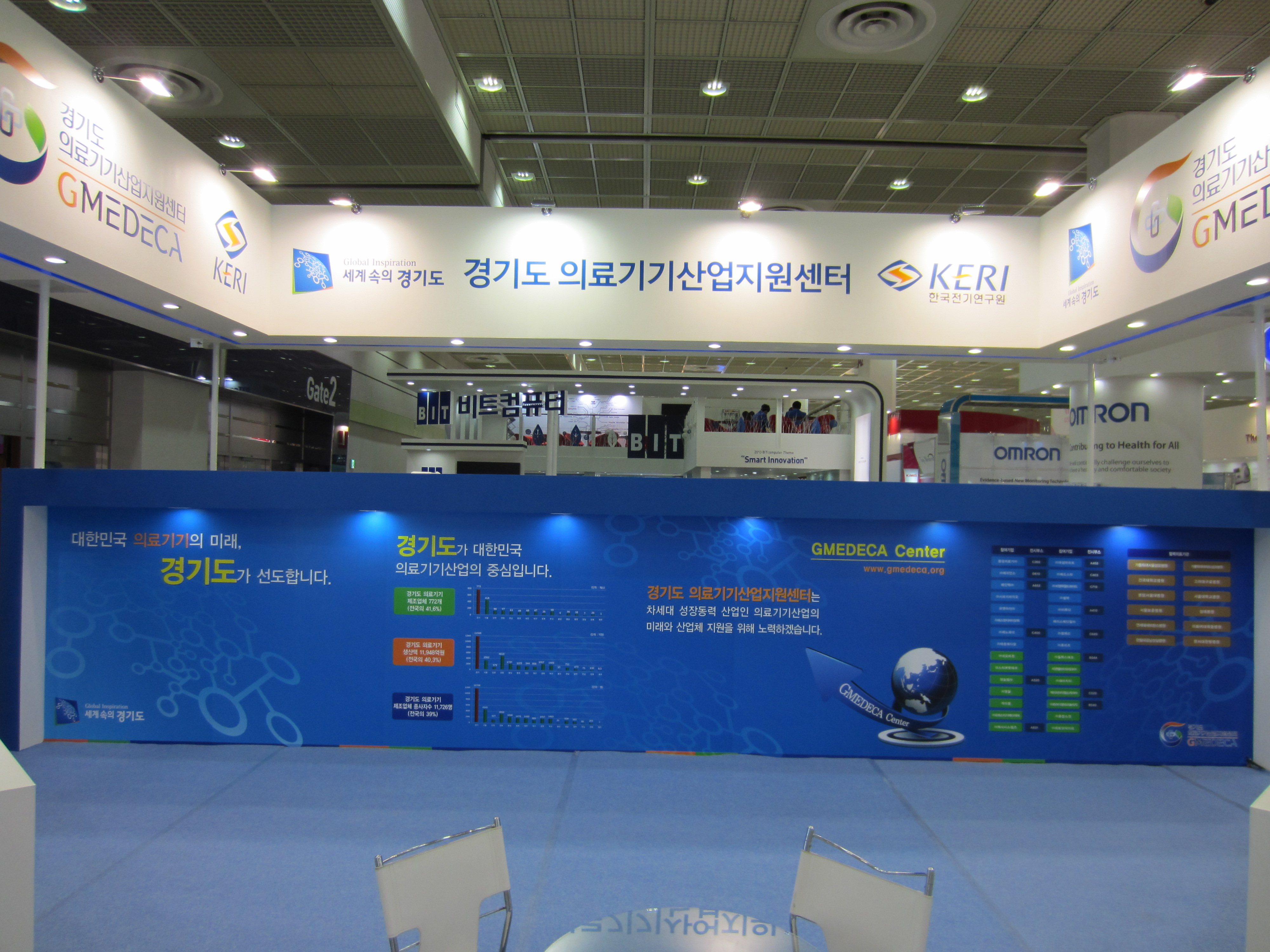
의료기기산업지원센터-KIMES

- 의료기기중개연구 제품개발과제
- 의료기기 시제품제작지원과제
- 기업개발실험실(Open Lab) 운영
- 기업애로지원
- 의료기기 전문세미나

## 운영조직
- 운영위원회
- 평가위원회

## 연혁
- 2009년 8월 : 의료기기산업지원센터 사업기획
- 2009년 11월 : 경기도 의료기기산업지원센터 사업추진 결정
- 2010년 8월 : 경기도 의료기기산업지원센터 사업 개시
- 2010년 10월 : 의료기기중개연구 사업 개시

## 주소/위치
- 도로명주소: 경기도 안산시 상록구 항가울로 111 KERI / GMEDECA
- 지번주소: 경기도 안산시 상록구 사동 1271-19 KERI / GMEDECA